# Johany Alexánder Acuña
Johany Alexánder Acuña Hernández (Mitú, Vaupés, 8 de noviembre de 1997), es un asesino en serie colombiano. Según las autoridades colombianas, Acuña Hernández asesinó a 5 personas, todas habitantes de la calle.
Es conocido como el Loco de la piedra, asesinaba a sus víctimas valiéndose de diversos bloques tipo ladrillo, bloque de cemento y piedras. Acuña confesó a las autoridades sobre varios ataques contra personas de la calle. Según sus propias confesiones, Acuña fue herido de gravedad en su infancia por personas desconocidas «dejándolo agonizando y luchando por su vida». Esto motivó a perpetrar los ataques contra personas de la calle y los mataba de un solo golpe «sin dejarlos agonizando como lo habían hecho con él». Su último asesinato fue cometido el 25 de abril de 2021, cerca del cementerio San Pedro de Medellín.
La Fiscalía General de la Nación le imputó los cargos de homicidio agravado en concurso homogéneo y sucesivo. En febrero de 2022 fue condenado a 36 años de prisión por un juez del circuito de Medellín.

## Sucesos
Durante el mes de abril de 2021, las autoridades encontraron varios casos de habitantes de la calle asesinados de la misma forma: presentaban heridas en la cabeza con bloques de piedra. La mayoría de las víctimas fueron asesinadas mientras dormían en la calle o estaban desprevenidas. La fecha del primer asesinato data del 15 de abril y se presentó en el barrio Sevilla, en la ciudad de Medellín, después de que las autoridades encontraran a la persona tendida en la calle con graves heridas en la cabeza. El segundo caso se presentó el 19 de abril en San Pedro y cuya víctima fue Luis Miguel Osuna, quien también presentaba heridas en la cabeza. Una tercera víctima de nombre Sandro Echavarría Gallego fue encontrada con graves heridas en la cabeza el 24 de abril, en el barrio Chagualo.
Además de estos asesinatos, también se le responsabilizó de la muerte de Jhon Rigoberto González Calle, hechos ocurridos en inmediaciones al Museo Cementerio San Pedro, en Medellín. Al igual que las demás, esta persona también fue asesinada por medio de golpes en la cabeza. También se sabe de una quinta persona NNE que fue golpeada violentamente en la cabeza por medio de una piedra, al momento en que las autoridades verificaron el hecho se percataron que presentaba fracturas en la cabeza y que estaba con vida, por lo que fue remitido a una Policlínica de la localidad con estado de gravedad.

## Descripción de las víctimas
A continuación se relacionan algunos datos sobre las víctimas:
- César Augusto Tobón Álvarez, 41 años. Fue asesinado con un bloque de cemento el 15 de abril de 2021, en el barrio Sevilla, Aranjuez.
- Luis Miguel Osuna, 36 años. Fue asesinado con un ladrillo el 19 de abril de 2021, en el barrio San Pedro.
- Sandro Echavarría Gallego, 27 años. Fue asesinado con una piedra el 24 de abril de 2021, en el barrio Jesús Nazareno.
- Jhon Rigoberto González Calle, 26 años. Fue asesinado con una piedra el 25 de abril de 2021, en el barrio San Pedro.
- NNE. Fue herido en la cabeza con una piedra el 25 de abril de 2021, en el barrio Manrique Central (no se sabe con certeza si murió o sobrevivió al ataque).

## Conclusiones de las investigaciones
Las autoridades de Medellín realizaron un seguimiento a estos crímenes durante varios meses. Se coordinaron mesas de trabajo, teniendo en cuenta la gravedad de los hechos. Como resultado a todo este proceso, se determinó que todas las personas asesinadas eran habitantes de la calle, además de esto, se estableció que fueron golpeadas en la cabeza por medio de bloques de piedra o cemento, cuyos ataques se presentaron en horas nocturnas o de madrugada de forma repentina y selectiva. También se determinó que los hechos ocurrieron en diversos barrios cercanos entre sí.
También se estableció que el modus operandi del agresor guardaba un mismo patrón y que, en efecto, se trataba de una misma persona. El objetivo de esta persona era causar la muerte a personas sin razón o justificación alguna. En total, «238 horas transcurrieron entre el primer y el último homicidio».